# Canzone veneziana
Con il termine canzone veneziana si identificano i canti popolari originari di Venezia.

Questo tipo di composizione cominciò ad essere diffuso nel Settecento, secolo a partire dal quale fu molto popolare.
A Venezia molto diffuso è lo strambotto, chiamato localmente villotta, avente la caratteristica di essere monostrofico e a tema amoroso. Deriva, generalmente, da antichi canti di viaggio e di navigazione, come attestano i titoli più noti: Belo lo mar e bela la marina, A navegar ghe vol 'na bela barca, Nona mia son barcherolo.
La canzone veneziana più conosciuta è probabilmente "La biondina in gondoleta" (1788), musicata da Johann Simon Mayr (1763-1845) su testo di Anton Maria Lamberti (1757-1832), in onore di una nobildonna veneziana - Marina Querini Benzon - nota per la sua vita sentimentale assai tumultuosa.
Questo motivo è il più classico esempio di canzone da batelo, cioè una composizione concepita proprio per intrattenere i partecipanti a passeggiate in barca, cosiddette freschi, molto di moda a Venezia nel Settecento. Le canzoni erano composte sia da anonimi dilettanti sia da celebrati autori che ci tenevano all'anonimato. Venivano eseguite abitualmente di notte, su barche decorate con palloncini colorati, nel momento in cui il popolo si divideva sulla laguna una volta terminata la festa. Tra i titoli si ricordano: Premi o stali, Per gòder le tartane.
Tutt'oggi molte di queste canzoni sono ancora eseguite per intrattenere i turisti durante la rituale passeggiata in gondola.
Nell'Ottocento la tradizione di questo genere musicale continuò a essere coltivata: rimangono numerosissime composizioni di vari autori come Antonio Buzzolla e Filippo Filippi.
A Venezia, in qualunque caso, tutte le occasioni per diffondere canti e canzoni sono storicamente e tradizionalmente buone, come attestano le lunghe cantilene degli operai che piantavano i pali nella laguna, importanti anche per sincronizzare i movimenti di gruppo,

## Canzoni veneziane famose
I testi delle canzoni sono in veneziano dove non diversamente indicato.
| - Johann Adolf Hasse - Cosa è sta cossa - No sté a condanarme - Sì la gondola averé, no crié - Johann Simon Mayr - Chi dice mal d'amore (testo in italiano) - Chi vive senza pene (testo in italiano) - Donne l'amore (testo in italiano) - El sofà - La biondina in gondoleta - La mia Bettina - Mi co te vedo sento - Non mi sprezzar (testo in italiano) - Oh, come scorrono (testo in italiano) - Per carità Bettina - Per ti Nina - Perché sì mesto (testo in italiano) - Se posso spirare (testo in italiano) - Sentì mie care donne - Sì xe verissimo - Franco Faccio - El dubio | - Compositori anonimi - Cara la mia ninetta - Chi no ga la borsa grossa - Co' Checca, Betta e Catte - Contrasto fra il barcariol e la camariera - Diseme pur balordo - Do parolete al zorno - Far della bocca un sacco - L'occasion de le mie pene - Le gatorigole - Me brila el cuor - Mi credeva d'essar sola - Nina, no so che farve - No disé che sia incostante - Puttello una volta - Quei oci me fa guera - Premi via, premi, o stali - Sento che'l cuor me manca - Seu stuffa mia patrona - Sopra il toppè - Tanti dise o co'l'e bella - Toco Beta, mi son in ti - Tutte ste putte la ga con mi - Una puta manierosa - Xe finio el mondo - Za che semo qua a sta tola |

## Discografia essenziale
- La biondina in gondoleta, canzoni venete d'autore - Phoenix PH97318
- Folksongs - DG 463479-2
- Invito a Venezia, (Gli anonimi veneziani) -  D.S.E. Records DN 0010
- Fantastici veneziani (Gruppo) - D.S.E. DN 0012
- Un disco d'oro, (Fantastici veneziani) - D.S.E. Records DN 0015